# Торникиду, Елена Андонисовна
Елена Андонисовна Торникиду (27 мая 1965, Ташкент, Узбекская ССР, СССР) — советская российская баскетболистка греческого происхождения. Форвард. Заслуженный мастер спорта СССР (1992).
Играла в ЦСКА (Москва), затем в Бразилии. Успешно выступала в женской WNВА («Детройт Шок»). Последнее время играла в Испании («Валенсия», «Рос Касерес»).

## Достижения
- Олимпийская чемпионка 1992
- Чемпионка Европы 1987, 1989
- Серебряный призер ЧМ 1986
- Чемпионка СССР 1989
- Финалист Евролиги 2006/07 (в составе «Валенсии»)